# William Gowland
William Gowland, né le 16 décembre 1842 à Sunderland dans le comté de Durham en Angleterre et décédé le 9 juin 1922 à Londres, est un ingénieur des mines et métallurgiste britannique connu pour ses travaux archéologiques à Stonehenge et au Japon. Conseiller étranger dans ce pays pendant l'ère Meiji, il est parfois appelé le « père de l'archéologie japonaise », ce qui est une exagération.

## Biographie
Gowland est né à Sunderland dans le Comté de Durham en Angleterre. Il étudia au college royal de chimie et à l'école royale des mines dans le South Kensington avec pour spécialité la métallurgie. Il travailla ensuite comme chimiste et métallurgiste pour la Broughton Copper Company de 1870 à 1872. Cette année-là, à l'âge de 30 ans, il fut embauché par le gouvernement de Meiji en tant que conseiller étranger au Osaka Zōheikyoku, l'ancêtre de la Monnaie du Japon.

## Au Japon (1872-88)
Gowland commença à travailler à Osaka le 8 octobre 1872 pour un contrat de trois ans, durée classique pour les contrats des étrangers employés par le gouvernement japonais pour aider à moderniser le pays. Son contrat fut régulièrement prolongé et il resta finalement 16 ans au Japon, période durant laquelle il introduisit des techniques scientifiques d'analyse des métaux, de production de bronze et d'alliage de cuivre pour la monnaie locale et des technologies modernes comme le four à réverbère pour améliorer l'efficacité de l'affinage des minerais de cuivre. Son expertise allait au-delà de la Monnaie du Japon et il servit comme consultant pour l'armée impériale japonaise aidant à fonder l'arsenal d'Osaka pour la production d'artillerie.
Durant son séjour au Japon, Gowland pratiqua l'alpinisme et il fit la première ascension connue de plusieurs sommets des Alpes japonaises, un nom inventé par Gowland et qui fut repris en 1888 par Basil Hall Chamberlain dans son Japan Guide. Ce nom fut plus tard popularisé par le missionnaire Walter Weston. Gowland déclara par la suite avoir été le premier étranger à avoir réussi l'ascension du mont Yari en 1874. Le nom des Alpes japonaises reste attribué à Gowland.
Gowland est cependant surtout connu au Japon comme archéologue amateur. Il effectua les premiers relevés scientifiques exacts de plusieurs monuments funéraires (Kofun) de la période Kofun (IIIe siècle - VIe siècle), dont plusieurs mausolées impériaux. Il fouilla des tumulus funéraires des préfecture de Saga et de Miyazaki sur l'île de Kyūshū ainsi que de la préfecture de Fukushima au nord de Tokyo, en plus de nombreux sites de la religion Kinki. 
À son départ du Japon, il reçut l'ordre du Soleil levant (4e classe) et un bonus de 3 000 Yens de la part du futur ministre des Finances Masayoshi Matsukata. De retour dans son Angleterre natale, il publia plusieurs ouvrages sur ses recherches au Japon et fut élu à la Royal Society. Beaucoup des artefacts qu'il ramena en Angleterre se trouvent aujourd'hui au British Museum. Goland fut aussi un collectionneur avide de peintures japonaises du style nihonga.

## En Angleterre

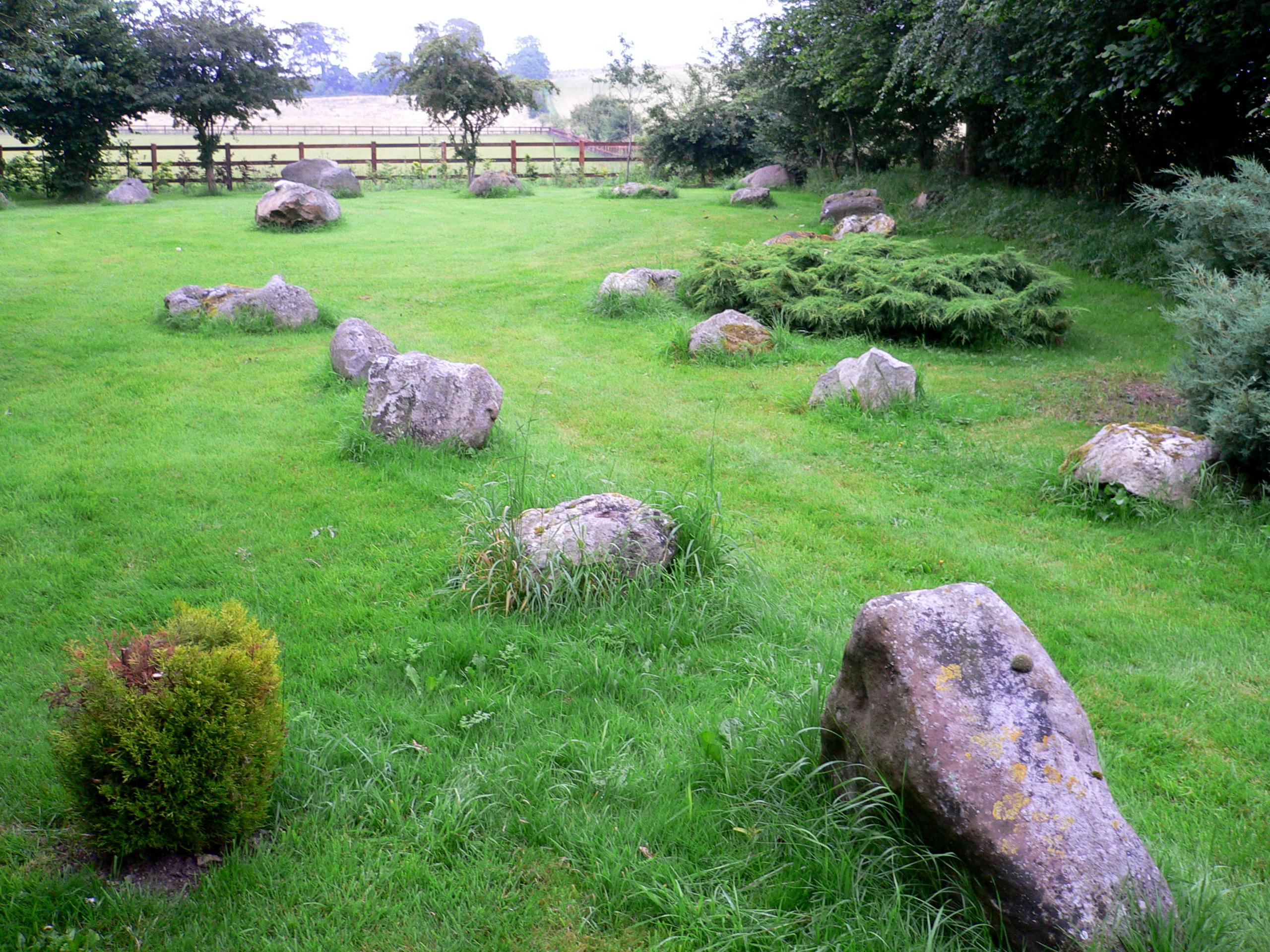
Pierres de sarsen

Le 1er janvier 1900, la pierre 22 du cercle de Sarsen tomba, emportant avec elle un linteau. À la suite de la pression publique et d'une lettre de William Matthew Flinders Petrie au Times, le propriétaire, Edmund Antrobus, accepta que les travaux de réparation se fassent sous la supervision d'archéologues.
Antrobus choisit Gowland pour faire le travail, bien qu'il n'eût aucune formation d'archéologue, et il réalisa un des documents les plus détaillés de ce monument. La seule zone qu'il ouvrit fut celle autour de la pierre 56 dangereusement penchée (la pierre occidentale du grand trilithe), une zone de 5 × 4 m. La difficulté était de creuser seulement de petites zones à la fois pour couler le béton.
Malgré ces difficultés, il conclut que des pics de bois avaient été utilisés pour creuser les trous des pierres et que la forme des pierres elle-même était travaillée sur place. Son travail permit d'identifier la "couche de Stonehenge" ce qui prouva que ces pierres avaient précédé les menhirs. 
Gowland meurt à Londres le 9 juin 1922 à l'âge de 80 ans. Il est enterré au cimetière de Marylebone.

## Ouvrages
- The Dolmens and other Antiquities of Korea, 1895
- The Art of Casting Bronze in Japan, 1896
- The Dolmens and Burial Mounds in Japan, 1897
- The Dolmens of Japan and their Builders, 1900
- The Burial Mounds and Dolmens of the Early Emperors of Japan, 1907
- The Art of Working Metals in Japan, 1910
- Metals in Antiquity, 1912
- The Metallurgy of Non-ferrous Metals, 1914
- Metal and Metal-Working in Old Japan, 1915
- Silver in Roman and Earlier Times, 1920